# Holotrichia sericina
Holotrichia sericina är en skalbaggsart som beskrevs av Frey 1971. Holotrichia sericina ingår i släktet Holotrichia och familjen Melolonthidae. Inga underarter finns listade i Catalogue of Life.